# Jorge Rojas Miranda
Jorge Segundo Rojas Miranda (La Serena, 23 de abril de 1824 - Coronel, 18 de julio de 1892) fue un abogado y político chileno. Fue uno de los empresarios que comenzaron la explotación regular del carbón en Lota y Coronel.

## Biografía
Hijo de Bernardino Rojas y María Trinidad Miranda, estudió en el Liceo de La Serena, donde se educó en Geología y Minas, teniendo como principal maestro al polaco Ignacio Domeyko. A los 21 años ingresó a trabajar a la mina de cobre "Dieguito", al interior de La Serena, para más tarde trasladarse a Lirquén.
Una vez asentado en esa localidad, en 1850 solicitó al gobierno la apertura de la caleta de Coronel, así como de las minas de carbón situadas en dicha localidad, que eran de su propiedad. Para 1851 ya había logrado una gran fortuna gracias a la producción carbonífera.
Una vez consolidado, Rojas se radicó definitivamente en Concepción y se casó con una distinguida dama penquista, Adelaida Pradel Silva y Morales.
Se asoció a Matías Cousiño en la empresa minera de la zona de Arauco y comenzó a participar más activamente en la política, adhiriendo al Partido Conservador.[cita requerida]
Fue electo diputado propietario por Lautaro, ejerciendo entre 1867 y 1879.
Fue elegido senador por Concepción para el periodo 1879-1885 y formó parte de las comisiones de Hacienda e Industria, y de la de Presupuesto.[cita requerida]
Durante la guerra civil chilena de 1891 se pudo de lado del presidente José Manuel Balmaceda, por lo cual fue perseguido tras la caída del gobierno y debió refugiarse junto a su familia en el claustro de Santo Domingo.
Escribió una obra titulada El carbón en la economía nacional.[cita requerida]